# Titanosuchus
Titanosuchus (лат.) — вымерший род диноцефалов. Известны ископаемые остатки не менее чем 59 особей из средней перми Южной Африки. Окаменелости Titanosuchus обнаружены в зоне Tapinocephalus в богатой на окаменелости группе Бьюфорт, датируемой кептенским веком. Род описан Ричардом Оуэном в 1876 году. Типовой вид — Titanosuchus ferox.

## Описание
Животное длиной 2,5 м, с короткими лапами. Зубной ряд верхней челюсти состоял из пяти резцов, одного клыка и одиннадцати коренных зубов с каждой стороны; На нижней челюсти располагались 4 резца резца, один клык и по 10-11 коренных зубов с каждой стороны. У семейства Titanosuchidae наблюдается тенденция перехода от питания мясом к питанию растениями, при этом зубной ряд Titanosuchus демонстрирует приспособленность к обеим диетам: например, его клыки меньше, чем сильно увеличенные клыки плотоядных диноцефалов, но крупнее других зубов. У более продвинутых растительноядных представителей Titanosuchidae клыки уменьшены до размеров других зубов. У резцов уже расширенные основания. Предположительно зубы соприкасались друг с другом при закрытых челюстях и использовались для пережёвывания все сразу, в отличие от других родов, у которых отпечаток прикуса выглядит как серия оттисков зубов. Уникальными признаками Titanosuchus и Jonkeria также являются относительно многочисленные, маленькие и листовидные коренные зубы. Эти зубы не соприкасались друг с другом при закрытых челюстях. Возможно, они использовались для разжёвывания растительной пищи.
Традиционно Titanosuchus изображается как плотоядное животное из-за его увеличенных клыков. Ричард Оуэн писал в 1879 году:

По факту мы наблюдаем у Titanosuchus больше признаков плотоядных, чем у Machairodus или других кошачьих... Скорее всего, он находил свою добычу в населённой парейазаврами, оуденодонтами и тапиноцефалами южноафриканской местности.
Оригинальный текст (англ.)We have, in fact, in Titanosuchus a carnivore of a more carnassial type than the Machairodus or other Felines… It most probably found its prey in the huge contemporary Pareiosaurs, Oudenodonts, and Tapinocephalans of its South-African locality
— Ричард Оуэн, 1879
Дальнейшие исследования, однако, предполагают растительноядный или всеядный рацион животного.

## Систематика
Titanosuchus — представитель диноцефал из семейства Titanosuchidae, которое включает в себя относительно крупных и тяжело сложенных животных. Наиболее тесно с Titanosuchus, вероятно, связана Jonkeria, которая также происходит из зоны Tapinocephalus. Оба рода объединяются в семейство Titanosuchidae.